# Ред-Віллоу (округ, Небраска)
Шаблон:StateAbbr_ 40°11′ пн. ш. 100°29′ зх. д. / 40.18° пн. ш. 100.48° зх. д.
Округ Ред-Віллоу (англ. Red Willow County) — округ (графство) у штаті Небраска, США. Ідентифікатор округу 31145.

## Історія
Округ утворений 1873 року.

## Демографія
За даними перепису 
2000 року 
загальне населення округу становило 11448 осіб, зокрема міського населення було 7961, а сільського — 3487.
Серед мешканців округу чоловіків було 5544, а жінок — 5904. В окрузі було 4710 домогосподарств, 3190 родин, які мешкали в 5278 будинках.
Середній розмір родини становив 2,92.
Віковий розподіл населення поданий у таблиці:
| Стать    | До 15 років | 15-21 | 22-29 | 30-39 | 40-49 | 50-65 | 65-85 | Понад 85 |
| -------- | ----------- | ----- | ----- | ----- | ----- | ----- | ----- | -------- |
| Чоловіки | 1147        | 663   | 428   | 643   | 882   | 871   | 818   | 92       |
| Жінки    | 1151        | 607   | 433   | 675   | 871   | 897   | 1047  | 223      |

## Суміжні округи
- Фронтьєр — північ
- Фернас — схід
- Декатур, Канзас — південь
- Ролінс, Канзас — південний захід
- Гічкок — захід

## Виноски
1. ↑  US Decennial Census. US Census Bureau. Процитовано 11 грудня 2014.
2. ↑  Historical Census Browser. University of Virginia Library. Архів оригіналу за 11 серпня 2012. Процитовано 11 грудня 2014.
3. ↑  Population of Counties by Decennial Census: 1900 to 1990. US Census Bureau. Процитовано 11 грудня 2014.
4. ↑  Census 2000 PHC-T-4. Ranking Tables for Counties: 1990 and 2000 (PDF). US Census Bureau. Процитовано 11 грудня 2014.
5. ↑  State & County QuickFacts. US Census Bureau. Архів оригіналу за 7 червня 2011. Процитовано 22 вересня 2013.(англ.) Наведено за англійською вікіпедією.
6. ↑  American FactFinder. Бюро перепису населення США. Архів оригіналу за 26 лютого 2012. Процитовано 31 січня 2008.

| США | Це незавершена стаття з географії США. Ви можете допомогти проєкту, виправивши або дописавши її. |